# استاویزین
استاویزین (به لاتین: Stawiszyn) یک شهر و گمینا در لهستان است که در گمینا ستاویشن واقع شده‌است. استاویزین ۰٫۹۹ کیلومتر مربع مساحت و ۱٬۵۵۴ نفر جمعیت دارد.